# 船橋東映
船橋東映（ふなばしとうえい）は、かつて千葉県船橋市にあった東映系列の映画館。

## 歴史・概要
大正時代に創設された演芸場「蓬莱座」を前身に、1944年、船橋市本町4丁目にて「船橋新興館」として映画館事業を開始。1950年代に「新興映画劇場」と改称した後、1963年頃に東映の直営館となり、船橋東映劇場となる。だがこの頃には船橋市内の映画館が減少傾向となり、本町3丁目に移った1973年の時点では船橋東映、船橋国際劇場、船橋名画座、船橋日活の4館と、千葉市や銚子市、松戸市に差を付けられていた。船橋東映は1981年頃に閉館となり、跡地にはマンション「グレイスコート船橋」が1991年に竣工した。
その後、1993年頃から船橋ららぽーとショッピングセンター（現：ららぽーとTOKYO-BAY）内に「船橋ららぽーと東映」（180席）と「船橋ららぽーとミラノ」（104席）の2スクリーンを新設。既存のららぽーと東宝、ららぽーと松竹等と共に10スクリーンのシネマコンプレックス方式で営業していたが、2004年7月16日にTOHOシネマズ直営の「TOHOシネマズ船橋ららぽーと」に統一。さらに2013年11月22日の移転リニューアルで「TOHOシネマズららぽーと船橋」となり現在に至っている。